# Massacres em Plateau em 2023
Os massacres em Plateau em 2023 ocorreram de 23 a 25 de dezembro de 2023, quando uma série de ataques armados aconteceu no estado de Plateau, na Nigéria. Estes ataques impactaram pelo menos 17 comunidades rurais nas áreas do governo local de Bokkos e Barkin Ladi, resultando em pelo menos 200 mortes e 500 feridos, bem como danos materiais significativos. Nenhum grupo assumiu a responsabilidade pelos ataques, mas acredita-se que tenham sido cometidos por milícias de pastores Fulani.

## Antecedentes
O estado de Plateau fica no cinturão médio da Nigéria e tem uma história de conflitos étnicos e religiosos, principalmente entre pastores muçulmanos Fulani e agricultores cristãos. O conflito bandoleiro na Nigéria começou em 2011 como resultado de divergências sobre a propriedade da terra e os direitos de pastoreio entre os pastores e os agricultores. O banditismo e a insegurança são exacerbados pela taxa de fecundidade elevada do país (5,3 em 2023), com a grande população jovem a sofrer de desemprego e subemprego, o que os torna susceptíveis ao radicalismo e ao banditismo. As alterações climáticas e a expansão da agricultura também conduzem ao aumento dos conflitos. Ataques anteriores ocorreram na região em abril de 2022 e maio de 2023.
Miyetti Allah, integrante do MACBAN, um grupo de defesa dos interesses Fulani, acusou o pessoal da segurança do Estado de conspirar com agricultores para atacar pastores Fulani. O presidente estadual da associação, Muhammed Nuru Abdullahi, afirmou que a violência começou com um ato fracassado de "roubo de gado" contra os Fulani em 23 de dezembro, onde três criadores de gado foram mortos e o roubo de 181 vacas foi tentado, e que 130 casas foram destruídas e queimadas em várias aldeias Fulani em 24 de dezembro. Ele recomendou que “para acabar com os incessantes confrontos entre agricultores e pastores, o Governo Federal deveria estabelecer fazendas no estado de Plateau e em outros estados da Federação para a pecuária”.

## Ataques
Pelo menos 17 comunidades rurais nas regiões de Bokkos e Barkin Ladi foram atacadas em 23 e 24 de dezembro, deixando pelo menos 200 mortos e mais de 500 feridos. Nenhum grupo assumiu a responsabilidade pelos ataques, mas acredita-se que tenham sido cometidos por milícias de pastores Fulani.

## Reações e consequências
O Exército Nigeriano iniciou posteriormente "operações de limpeza" para encontrar suspeitos dos ataques.  Algumas vítimas relataram que as forças de segurança demoraram mais de doze horas a responder após os ataques.
Os ataques geraram indignação, com os moradores exigindo justiça e proteção governamental. O governador Caleb Mutfwang condenou a violência, mas a sua resposta enfrentou críticas. A Amnistia Internacional apelou a uma investigação independente. A comunidade internacional, incluindo a ONU, a UA, a UE e os EUA, expressou condenação e ofereceu apoio.